# Barbut verd de Malabar
El barbut verd de Malabar (Psilopogon malabaricus) és una espècie d'ocell de la família dels megalèmids (Megalaimidae) que habita selva i boscos de les terres baixes fins als 1300 m al sud-oest de lÍndia, des de Goa fins Kerala.